# Europarlamentari della Grecia della I legislatura
Gli europarlamentari della Grecia della I legislatura, eletti in occasione delle elezioni europee del 1981, furono i seguenti.

## Composizione storica
| Europarlamentare          | Lista                                    | Gruppo |
| ------------------------- | ---------------------------------------- | ------ |
| Dimitrios Adamou          | Partito Comunista di Grecia              | COM    |
| Alexandros Alavanos       | Partito Comunista di Grecia              | COM    |
| Leonidas Bournias         | Nuova Democrazia                         | PPE    |
| Vassilis Ephremidis       | Partito Comunista di Grecia              | COM    |
| Antonios Georgiadis       | Movimento Socialista Panellenico         | SOC    |
| Achillefs Gerokostopoulos | Nuova Democrazia                         | PPE    |
| Konstantinos Gontikas     | Nuova Democrazia                         | PPE    |
| Konstantinos Kallias      | Nuova Democrazia                         | PPE    |
| Konstantinos Kaloyannis   | Nuova Democrazia                         | PPE    |
| Filotas Kazazis           | Nuova Democrazia                         | PPE    |
| Dimitrios Koulourianos    | Movimento Socialista Panellenico         | SOC    |
| Leonidas Kyrkos           | Partito Comunista di Grecia dell'Interno | COM    |
| Leonidas Lagakos          | Movimento Socialista Panellenico         | SOC    |
| Christos Markopoulos      | Movimento Socialista Panellenico         | SOC    |
| Kalliopi Nikolaou         | Movimento Socialista Panellenico         | SOC    |
| Konstantinos Nikolaou     | Movimento Socialista Panellenico         | SOC    |
| Konstantina Pantazi       | Movimento Socialista Panellenico         | SOC    |
| Apostolos Papageorgiou    | Partito dei Progressisti                 | NI     |
| Ioannis Papantoniou       | Movimento Socialista Panellenico         | SOC    |
| Efstratios Papaefstratiou | Nuova Democrazia                         | PPE    |
| Ioannis Pesmazoglou       | Partito del Socialismo Democratico       | NI     |
| Spyridon Plaskovitis      | Movimento Socialista Panellenico         | SOC    |
| Mihaïl Protopapadakis     | Nuova Democrazia                         | PPE    |
| Nikolaos Vgenopoulos      | Movimento Socialista Panellenico         | SOC    |

## Modifiche intervenute

### Movimento Socialista Panellenico
- In data 24.11.1981 a Dimitrios Koulourianos subentra Emmanouil Poniridis.
- In data 06.07.1982 a Antonios Georgiadis subentra Ioannis Ziagas.
- In data 09.06.1983 a Emmanouil Poniridis subentra Aristidis Ouzounidis.

### Partito dei Progressisti
- In data 17.09.1982 a Apostolos Papageorgiou subentra Ilias Glykofridis.
- In data 16.11.1982 a Ilias Glykofridis subentra Georgios Alexiadis.